# 포스코 더샵 클락힐즈
포스코 더샵 클락힐즈(영어: The Sharp Clark Hills)는 포스코건설 아파트 주거브랜드 "더샵"의 해외진출 1호 아파트이며, 필리핀 팜팡가주 마발라캇 클락 프리포트 리우 그란데 데 팜팡가에 위치하고 있다. 5개 동 21층으로 구성된다.